# Парковка в Санкт Петербурге
Парковка в Санкт Петербурге на большей части улично-дорожной сети Санкт-Петербурга является бесплатной. С 2014 года в городе была введена платная парковка, зона действия которой в последующие годы постоянно расширялась. В настоящее время зона платной парковки действует в пределах Центрального района, Адмиралтейского района, Петроградского района и Василеостровского района. Администратором городской системы платных парковок является СПБ ГКУ «Городской центр управления парковками Санкт-Петербурга», созданное в декабре 2014 года.

## История
Первая платная парковка открылась в 2015 году.
С 3 сентября 2015 года в Центральном районе города на 27 улицах, ограниченных Невским, Лиговским проспектами, набережной реки Фонтанки и Кирочной улицей, начала функционировать пилотная зона платной парковки.
7 декабря 2020 года в зону платной парковки вошла улица Рубинштейна. 1 декабря 2021 года данный перечень пополнила еще 71 улица Центрального района в границах Невского проспекта, Воскресенской набережной, Синопской набережной и набережной реки Фонтанки.
1 июля 2022 года в платное парковочное пространство вошли еще 56 улиц Центрального района. А с 1 сентября 2022 года зона платной парковки заработала во всём Центральном районе. Она насчитывала 211 улиц, которые вмещали 16 246 машиномест.
К октябрю 2023 года зона платной парковки действует в трёх городских районах: Центральном, Адмиралтейском и Петроградском. 1 октября 2023 года этот список пополнил Крестовский остров.
В 2020 появилась возможность бесплатной парковки на электромобилях, а в 2021 - на автомобилях каршеринга.

## Другие виды парковок
В Санкт-Петербурге имеются 19 перехватывающих автостоянок на 1 886 парковочных мест.